# Bahruz Kangarli
Bahruz Kangarli (en azerí: Bəhruz Şirəlibəy oğlu Kəngərli) fue pintor y artista gráfico. Él fue uno de los primeros representantes profesionales de artes visuales de Azerbaiyán y el fundador de pintura de caballete realista de Azerbaiyán.

## Biografía
Bahruz Kangarli nació el 22 de enero de 1892 en Najicheván. Desde su infancia él tenía los problemas de audición y por eso no podría ir a la escuela  secundaria.
En el año de 1910 fue a Tiflis con el apoyo de Jalil Mammadguluzade e ingresó en la Escuela de Arte en Tiflis donde Otto Schmerling y Yegishe Tadevosyan enseñaron en ese tiempo. Mientras estudiaba aquí pintó los retratos de Schmerling y su colega Lado Gudiashvili. En el período pre-revolucionario una de las revistas satíricas – la revista Molla Nasraddin de Bakú publicó los trabajos de Kangarli. Después de graduar de la Escuela de Arte en el año de 1916 Bahruz Kangarli regresó a Najicheván.
El género del paisaje tenía un gran lugar en su creatividad. Las pinturas de acuarela de Kangarli que describen la naturaleza de su tierra nativa incluyen "Cascada", "Agridag", "La carretera en el pueblo Yakhshan", "Ilanly montaña bajo la luz de la luna", "Iglesia rusa en Najichevan", "Antes de  la salida del Sol" y "Primavera". Los monumentos de cultura fueron retratados en sus paisajes "Mausoleum de Momine Khatun", "Ashabi-kahf Montaña", y "La tumba de Profeta Noé". Composiciones "Emparejamiento", "Boda" y también obras de arte y bocetos de traje para los juegos teatrales “Los hombres muertos” (por Jalil Mammadguluzade), “Haji Gara” (por Mirza Fatali Akhundov), Pari-jadu (por Abdurrahim bey Hagverdiyev) y otros juegos que escenificaron en Nakhchivan son los ejemplos del Arte de Azerbaiyán.
Kangarli también creó los retratos de su contemporáneos ("Un anciano", "Un georgiano") y la serie de pinturas llamadas "Refugiados" ("Señora refugiada", "Chico refugiado", "Mujer refugiada", y "Familia vagabunda").
Su álbum de pinturas llamado "Memorias de Nakhchivan" actualmente se mantiene en el Museo Nacional de Arte de Azerbaiyán. También se ha organizado las exposiciones de sus pinturas en su casa propia con entrada libre.
Kangarli también dibujó los retratos de Karl Marx y Friedrich Engels durante los primeros meses del régimen soviético.
En el año de 1921  exhibió más de 500 pinturas de Kangarli en Azerbaiyán. Kangarli tiene más de 2000 obras de arte. El 22 de mayo de 2007 la casa museo de Kangarli se estableció en Nakhchivan y el monumento se levantó en su tumba.

## Gallería

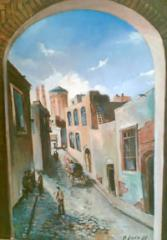
Memorias de Najicheván “(el siglo xx)”
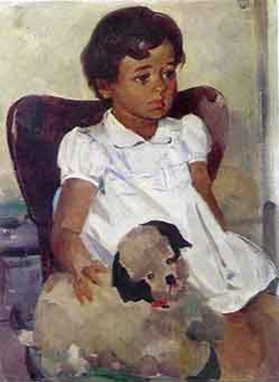
El retrato de la chica “(a principios del siglo xx)”
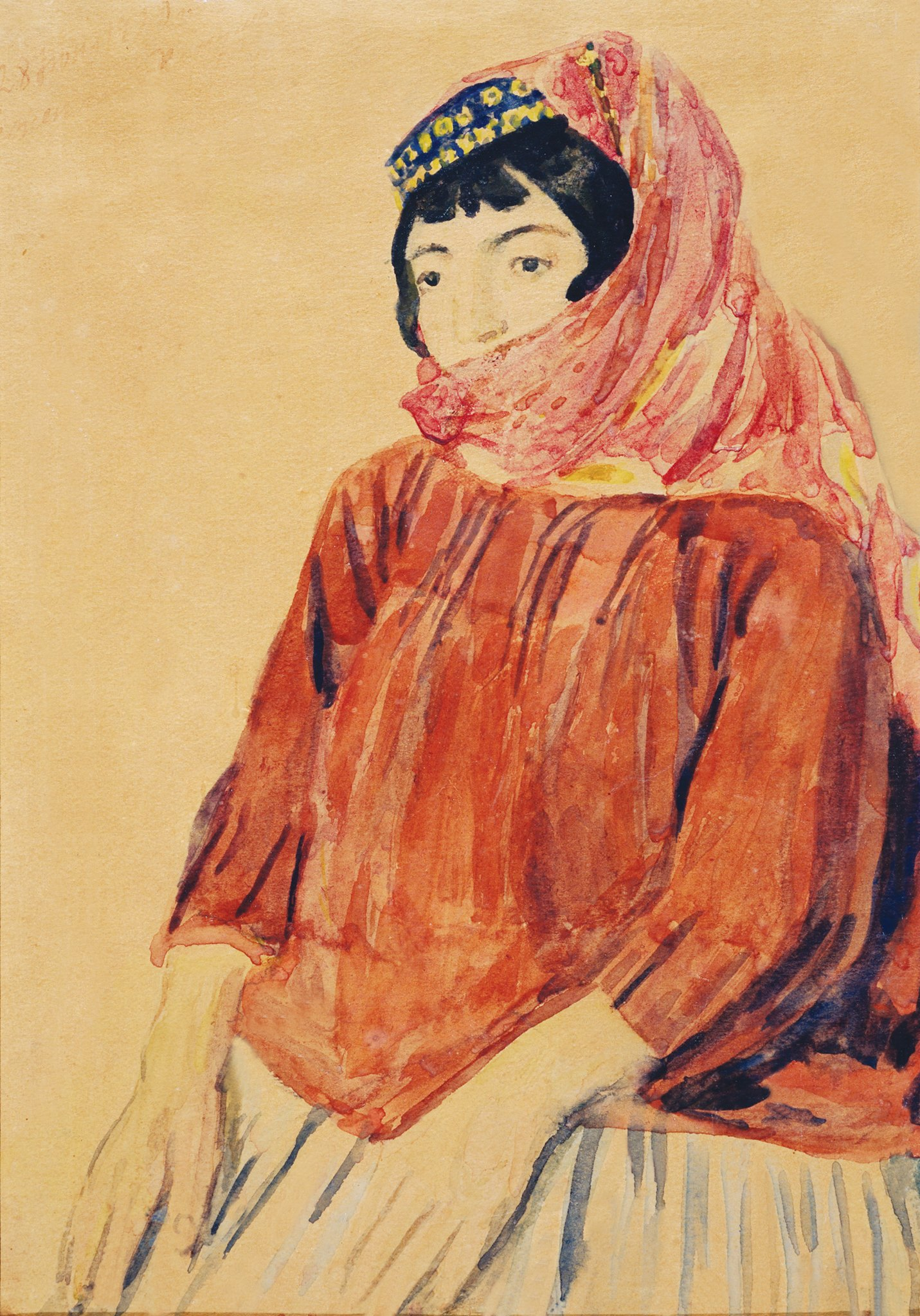
Mujer refugiada “(1920)”
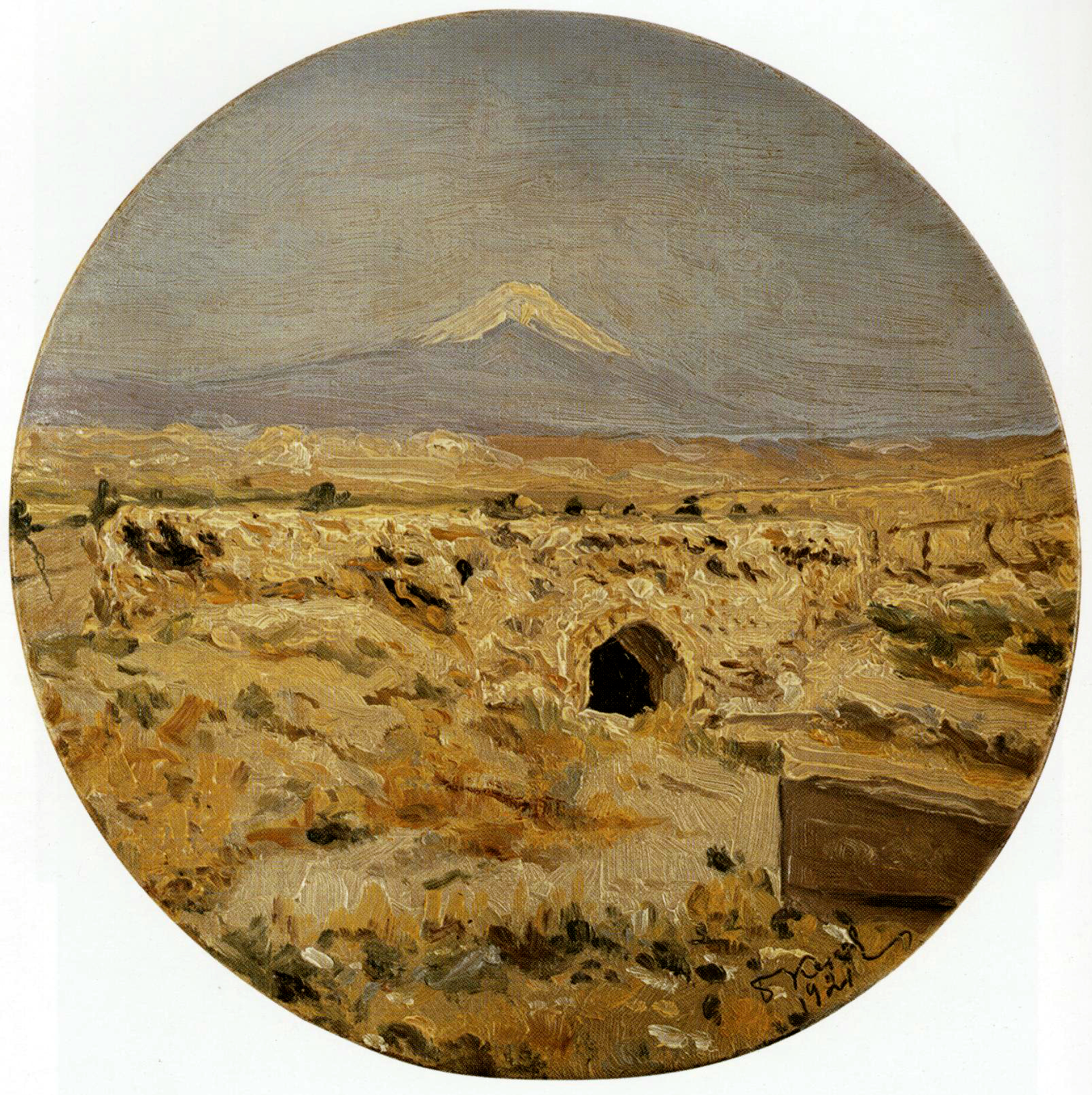
La tumba de Profeta Noé
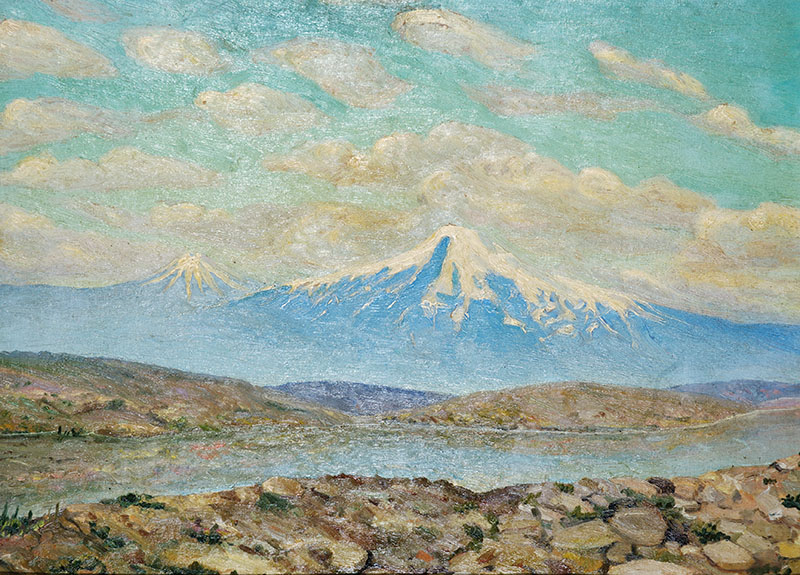
Montañas nevadas “(1916)”